# Said Belqola
Said Belqola, em árabe, سعيد بلقولة‎ (Tiflet, 30 de agosto de 1956 - Rabat, 15 de junho de 2002) foi um árbitro de futebol marroquino, famoso por ter apitado a final da Copa de 1998, entre Brasil e França.
Ao lado do egípcio Gamal Al-Ghandour, é considerado o melhor árbitro de futebol da África.[carece de fontes?]

## Carreira
Iniciou sua carreira como árbitro em 1984, aos 27 anos. Nove anos depois, foi incluído no quadro de arbitragem da FIFA, mas não foi escolhido para trabalhar na Copa de 1994.
Seu primeiro jogo internacional mais destacado na arbitragem foi França e Inglaterra, válido pelo Torneio da França, em 1997. Apitou ainda as finais da Copa das Nações Africanas em 1996 e 1998, mas Belqola tornaria-se mais conhecido novamente em 1998, quando foi selecionado para apitar a decisão da Copa, entre Brasil e França, sendo o primeiro africano a fazê-lo. Ele ainda apitou outros dois jogos (Alemanha x Estados Unidos e Argentina x Croácia).
Fora dos gramados, Belqola trabalhava como fiscal de alfândega em Fez. Veio a falecer em 15 de junho de 2002, com apenas 45 anos de idade, após lutar contra um câncer. Seus restos mortais encontram-se enterrados em Tiflet, sua cidade natal.

## Links
- Perfil de Belqola (em alemão)